# Volker Kruse
Volker Kruse (* 19. März 1954 in Helmstedt) ist ein deutscher Soziologe.

## Werdegang
Kruse studierte von 1972 bis 1979 Geschichte, Sozialwissenschaft, Philosophie und Pädagogik an den Universitäten in Marburg, Freiburg und Bielefeld. Er schloss sein Studium 1988 mit der Promotion im Fach Soziologie an der Universität Bielefeld ab. Nach der Habilitation wurde er apl. Professor in Bielefeld. Seine Lehrgebiete sind die Geschichte der Soziologie und soziologische Theorien.

## Schriften (Auswahl)
- Soziologie und „Gegenwartskrise“. Die Zeitdiagnosen Franz Oppenheimers und Alfred Webers. Ein Beitrag zur historischen Soziologie der Weimarer Republik. Deutscher Universitäts-Verlag, Wiesbaden 1990, ISBN 978-3-8244-4057-3 (zugleich Dissertationsschrift, Universität Bielefeld 1987).
- Historisch-soziologische Zeitdiagnosen in Westdeutschland nach 1945: Eduard Heimann, Alfred von Martin, Hans Freyer. Suhrkamp, Frankfurt am Main 1994, ISBN 978-3-518-28720-0.
- Analysen zur deutschen historischen Soziologie. Lit, Münster 1998, ISBN 978-3-8258-2663-5.
- „Geschichts- und Sozialphilosophie“ oder „Wirklichkeitswissenschaft“?. Suhrkamp, Frankfurt am Main 1999, ISBN 	978-3-518-29007-1.
- Max Weber. Eine Einführung. Zusammen mit Uwe Barrelmeyer, UVK Verlagsgesellschaft, Konstanz/München 2012, ISBN 978-3-8252-3637-3.
- Kriegsgesellschaftliche Moderne. Zur strukturbildenden Dynamik großer Kriege. UVK Verlagsgesellschaft, Konstanz 2015, ISBN 978-3-86764-167-8.
- Geschichte der Soziologie. 3. Auflage, UVK Verlagsgesellschaft, Konstanz/München 2018, ISBN 978-3-8252-4936-6.
- »Hochschulexperimentierplatz Bielefeld« – 50 Jahre Fakultät für Soziologie, transcript, Bielefeld 2019, ISBN 978-3-8376-4411-1.